# Lipinia macrotympanum
Lipinia macrotympanum är en ödleart som beskrevs av  Ferdinand Stoliczka 1873. Lipinia macrotympanum ingår i släktet Lipinia och familjen skinkar. Inga underarter finns listade i Catalogue of Life.